# Marleen Quentin
Marleen Quentin (* 16. Mai 2005 in Hamburg) ist eine deutsche Schauspielerin.

## Leben
Quentin begann 2011 Schauspielunterricht an einer Schauspielschule zu nehmen. Seit 2014 ist sie in Filmen wie Immer wieder anders und Serien wie Morden im Norden zu sehen. Am 7. September 2017 erschien der Film Die Pfefferkörner und der Fluch des Schwarzen Königs in den deutschen Kinos. Mit diesem Film und ihrer Rolle als ‚Mia‘ in der 14. Staffel der Fernsehserie Die Pfefferkörner erlangte sie zunehmende Bekanntheit.

## Filmografie (Auswahl)
- 2014: Immer wieder anders
- 2014: Der andere Weg[4]
- 2014: Tatort: Borowski und das Meer (Fernsehreihe)
- 2015: Katie Fforde: Zurück ans Meer
- 2016: Morden im Norden (Fernsehserie, 1 Folge)
- 2016: Am Ende (Kurzfilm)
- 2017: Großstadtrevier (Fernsehserie, 1 Folge)
- 2017: Die Pfefferkörner und der Fluch des schwarzen Königs
- 2017–2019: Die Pfefferkörner (Fernsehserie, 18 Folgen, 170–185 + 200)
- 2022: Großstadtrevier (Fernsehserie, 1 Folge, 478)[5]